# Мунира (мечеть, Уфа)
Мечеть «Мунира» (баш. «Мөнирә» мәсете) — мусульманская религиозная организация в Уфе (Республика Башкортостан). Находится в Нижегородке в Ленинском районе Уфы и является единственной мечетью в этой части города. Располагается на берегу озера Долгое.

## История
Мечеть «Мунира» была построена на личные средства Муниры Байгильдиной, которая является председателем мусульманского дамского общества.
Здание мечети рассчитано на 100 прихожан. Автором проекта мечети выступил Вакиль Давлетшин, который является также архитектором соборной мечети Уфы Ляля-Тюльпан. Строительство мечети началось в 2002 г. и закончилось в 2011 г. Торжественное открытие мечети состоялось 10 июня 2011 г.
В дни исламских праздников здесь собираются мусульмане Нижегородки. В мечети читают лекции по основам ислама, также преподают рукоделие и кулинарию. В мечети модельеры демонстрируют модные наряды по канонам шариата. 
Рядом с мечетью ведётся строительство хоккейной площадки.